# ادموند دارچ لوئیس

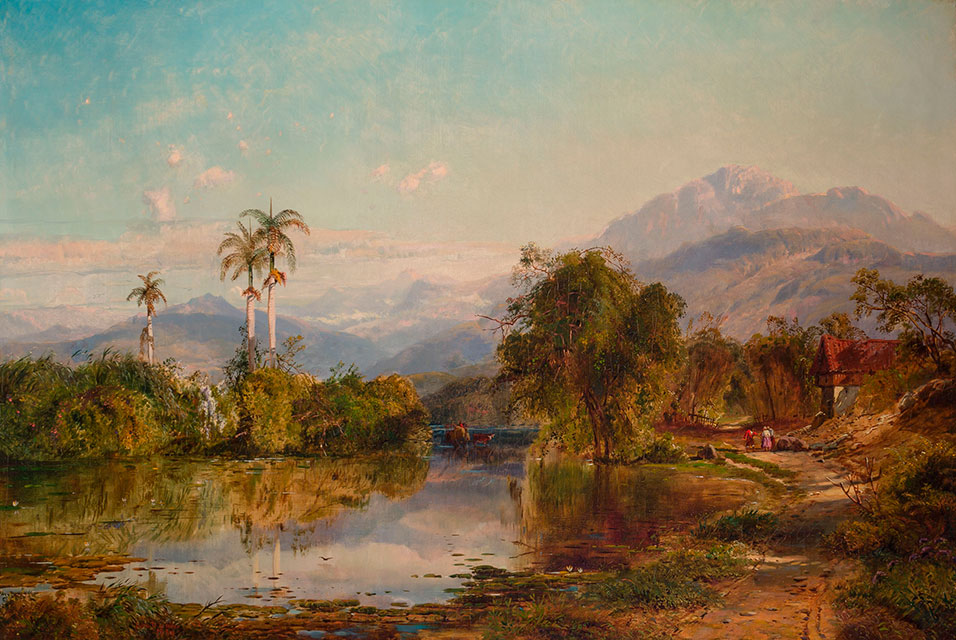
اثری از ادموند دارچ نقاش امریکایی

ادموند دارچ لوئیس (انگلیسی: Edmund Darch Lewis; ۱۷ اکتبر ۱۸۳۵ – ۱۲ اوت ۱۹۱۰) نقاش اهل ایالات متحده آمریکا بود.